# Spider-Man (magazine)
Pour les articles homonymes, voir Spider-Man (homonymie).
Spider-Man, sous-titré Le Magazine de l'Araignée durant ses cinq premières années, est un magazine de bande dessinée américaine édité mensuellement depuis février 1997 par Marvel France / Panini Comics France.

## Spider-Man, le magazine de l'Araignée
La revue propose la traduction française du matériel de l'éditeur américain Marvel Comics relatif au personnage de Spider-Man, en reprenant les séries principales là où l'éditeur précédent, Semic, s'était arrêté deux mois plus tôt. Par rapport à celui-ci, le confort de lecture est amélioré car les séries ne cessent alors d'interagir dans une succession de crossover (la Saga du Clone), et elles sont ici toutes regroupées là où Semic publiait chaque série dans une revue différente.
Concrètement, un numéro typique contient un épisode de chacune des quatre séries mensuelles américaines : The Spectacular Spider-Man, The Sensational Spider-Man, The Amazing Spider-Man, et Spider-Man (retitré Peter Parker: Spider-Man à la fin de la Saga du Clone).
Après trois ans où l'on relèvera notamment un no 23 spécial Flashback (grande opération Marvel où chaque série hérite d'un numéro "-1" pour raconter une histoire située dans les années 1960), mais aussi la publication exceptionnelle d'un épisode de X-Man (#24) dans le no 20 pour les besoins d'un crossover, le magazine redémarre au no 1 (au lieu de continuer avec un no 37) en février 2000, pour s'aligner sur le modèle de la Version Originale qui fait de même.

## Redémarrages
Spider-Man (Volume 2) n'a plus que deux séries principales à proposer, Sensational et Spectacular ayant pris fin en VO, aussi le programme est-il complété par des séries annexes (Spider-Woman, puis Spider-Girl, Venom, Marvel Team-Up et enfin Thunderbolts) et des mini-séries (Spider-Man : Chapter One, Deadline, Spider-Man: Breakout, Astonishing Spider-Man & Wolverine, ou encore les tie-ins à Secret Invasion et Fear Itself). C'est le principe de "back-up" : un magazine populaire publie en fin de sommaire du contenu un peu plus obscur afin de le faire découvrir à un public plus large qu'une sortie indépendante.
Au fil des ans, les séries régulières commencent à se multiplier à nouveau (permettant même d'organiser le premier crossover depuis des années, The Other), puis le phénomène s'inverse à l'occasion du crossover One More Day, mais à chacun de ces changements éditoriaux, le magazine français s'adapte de sorte à proposer pour chaque numéro l'équivalent d'un mois de parutions américaines (soit en s'adjoignant, soit au contraire en se délestant des back-ups selon le nombre de parutions mensuelles effectives en VO).
En 2012, Panini décide de réorganiser ses titres, notamment en augmentant leur pagination pour proposer non plus 4 mais 5 épisodes par numéro (mais aussi pour donner aux revues génériques plus de visibilité en les retitrant d'après les personnages les plus en vue). Aux yeux de l'éditeur, cette nouvelle formule justifie une nouvelle numérotation, aussi le Spider-Man de juillet 2012 ne porte pas le numéro 150 mais le numéro 1 (Volume 3).
Ce redémarrage permet de mettre en évidence les lancements respectifs de la saga Spider-Island et de la série Avenging Spider-Man, qui débutent tous deux dans ce no 1.
Cependant, il apparaît bien mal avisé lorsque l'éditeur découvre que Marvel est justement en train de mener une grande opération de rafraîchissement de ses titres, appelée Marvel Now!. Cette refonte globale des titres Marvel implique une nouvelle refonte de la VF, seulement un an après l'initiative de l'éditeur français, mais quitte à s'attirer les foudres des lecteurs, il ne peut être fait autrement.
Dans le cas précis de Spider-Man, c'est l'arrêt pur et simple de la série historique The Amazing Spider-Man, et son remplacement par The Superior Spider-Man (un remplacement éditorial lui-même justifié par le propre remplacement du personnage), qui justifie à lui seul la relance du magazine. Le volume 3 s'arrête donc au bout de seulement 12 numéros pour laisser place, en juillet 2013, à Spider-Man (Volume 4) no 1.
Aux côtés des séries déjà en cours (Avenging mais aussi Scarlet Spider), le Spider-Man "Superior" s'entoure de ses propres dérivés qui, lorsqu'il arrive à son terme, prennent fin avec lui (Superior Spider-Man Team-Up, complément parfois indissociable de la série principale) ou pas (The Superior Foes of Spider-Man, qui est consacré à d'autres personnages et en est donc suffisamment éloigné pour survivre à son arrêt).
C'est très logiquement que, lorsque Superior Spider-Man arrive à sa conclusion pour laisser place au retour du Amazing historique (qui s'explique là-aussi par le retour du personnage lui-même), la VF s'aligne à nouveau, le numéro de janvier 2015 étant donc non pas un numéro 19 mais un Spider-Man (Volume 5) no 1.
En plus des derniers épisodes de Superior Foes, cette dernière mouture accueille deux nouvelles séries dans son sommaire, en replacement de celles ayant pris fin : Spider-Man 2099 et New Warriors, qui ont la particularité de mettre en scène des Spider-Men différents de Peter Parker, à savoir Miguel O'Hara et Kaine alias Scarlet Spider.
Cette version du magazine restera principalement marquée par l'événement Spider-Verse, qui occasionne le retour provisoire de la série Superior Spider-Man mais aussi l'arrivée d'une nouvelle série Spider-Woman.
Si le magazine est alors complété par le trimestriel Spider-Man Universe, celui-ci ne peut couvrir l'intégralité des récits annexes aux séries principales, et c'est ainsi que la mini-série Scarlet Spiders se retrouve au menu du mensuel.
En janvier 2016, la totalité des périodiques Marvel de Panini France sont remplacés par de nouvelles revues, suivant le modèle de la version originale où, contexte oblige, toutes les séries sont interrompues pour faire place à de nouvelles. Dans un souci de cohésion éditoriale, l'éditeur choisit de terminer en urgence la publication de ses séries en cours en reprogrammant le contenu de ses magazines habituels, dans des Hors Série et autres numéros spéciaux. Dans le cas de Spider-Man, les quelques épisodes restant à publier sont alors transférés dans un Spider-Man Hors Série paru quelques jours après le dernier numéro du mensuel : le n°12 de décembre 2015.

## Successeurs
De janvier à mai 2016, un nouveau mensuel est proposé : Secret Wars: Spider-Man. En effet, comme indiqué plus haut, tous les titres Marvel ont été stoppés à l'occasion de l'événement Secret Wars, dans lequel la Terre-616 n'existe plus telle quelle mais est remplacée par un ensemble de réalités différentes, dont chacune fait l'objet d'une série.
Ce mensuel présente ainsi les quatre les plus liées au personnage de Spider-Man :
- The Amazing Spider-Man: Renew Your Vows met en scène un Peter Parker qui a cessé d'incarner Spider-Man pour mieux se consacrer à sa femme, Mary Jane Watson-Parker, et à leur fille Annie, jusqu'à ce qu'un événement le pousse à sortir de sa retraite...
- Secret Wars 2099 ne se consacre pas à l'Homme-araignée, mais s'inscrit dans l'univers de Spider-Man 2099. Plus précisément, nous en découvrons ici la version des Vengeurs.
- Spider-Island peut être vu comme un What If où la saga du même nom aurait perduré. Elle met notamment en scène le personnage d'Agent Venom.
- Une back-up de la série Spider-Island (mais sans lien avec celle-ci) permet de retrouver le personnage de May "Mayday" Parker alias Spider-Girl, devenue Spider-Woman à la suite des événements de Spider-Verse.
- Enfin, une série intitulée Spider-Verse suit les aventures d'un groupe de Spider-Men issus de différentes dimensions et vus dans l'événement du même nom. On y retrouve ainsi Spider-Gwen, Spider-UK, Anya Corazon (de la Terre-616) ou encore Spider-Ham.

En juin 2016, Panini relance la plupart de ses revues habituelles, mais agrémente leur titre de la mention "All-New" pour marquer la nouveauté. En effet, lorsque les histoires reprennent leur cours dans ce qui se rapproche le plus de ce que le lecteur a connu précédemment, huit mois se sont écoulés depuis la fin des séries pré-Secret Wars et de nombreux éléments ont changé dans le statu-quo.
Le mensuel All-New Spider-Man qui voit alors le jour présente trois séries, chacune consacrée à un Spider-Man différent, mais toutes situées dans la même continuité : The Amazing Spider-Man, centré sur Peter Parker qui est devenu un riche entrepreneur ; Spider-Man 2099 avec un Miguel O'Hara bloqué dans le présent ; et Spider-Man tout court qui est en fait l'ex Ultimate Spider-Man (Miles Morales).

## Récapitulatif des séries publiées
- The Spectacular Spider-Man (Volume 1) (#228-263)
- The Amazing Spider-Man (Volume 1) (#406-700)
- Spider-Man / Peter Parker: Spider-Man (Volume 1) (#63-98)
- The Sensational Spider-Man (Volume 1) (série en 33 épisodes)
- Spider-Man : Chapter One (maxi-série en 12 épisodes)
- The Amazing Spider-Man (Volume 2) (série en 58 épisodes)
- Peter Parker: Spider-Man (Volume 2) (série en 57 épisodes)
- Spider-Woman (Volume 3) (#1-6, 9)
- Webspinners: Tales Of Spider-Man (#13-16)
- Spider-Girl (#13-45)
- Deadline (mini-série en 4 parties)
- Spider-Man's Tangled Web (#15-17, 20)
- Venom (Volume 1) (série en 18 épisodes)
- The Spectacular Spider-Man (Volume 2) (série en 27 épisodes)
- Spider-Man Unlimited (Volume 3) (#1-5, 12, 14)
- Marvel Knights Spider-Man / The Sensational Spider-Man (Volume 2) (série en 41 épisodes)
- Marvel Team-Up (Volume 3) (série en 25 épisodes)
- Spider-Man: Breakout (mini-série en 5 parties)
- Friendly Neighborhood Spider-Man (série en 24 épisodes)
- Thunderbolts (Volume 1) (#110-125)
- Secret Invasion: The Amazing Spider-Man (mini-série en 3 parties)
- Web of Spider-Man (Volume 2) (#1-4, 6)
- Astonishing Spider-Man & Wolverine (mini-série en 6 parties)
- Fear Itself: Spider-Man (mini-série en 3 parties)
- Avenging Spider-Man (série en 22 épisodes)
- Scarlet Spider (série en 25 épisodes)
- The Superior Spider-Man (série en 31 épisodes)
- Superior Spider-Man Team-Up (série en 12 épisodes)
- The Superior Foes of Spider-Man (#1-...)
- The Amazing Spider-Man (Volume 3) (#1-...)
- Spider-Man 2099 (Volume 2) (#1-...)
- New Warriors (Volume 5) (#1-...)

## Compléments
La périodicité mensuelle du magazine ne parvenant pas à couvrir l'intégralité du matériel original américain disponible, Marvel France a créé au fil des ans plusieurs revues complémentaires.

### Spider-Man Extra
Lancé dès mars 1997, ce bimestriel de 88 pages présente notamment des épisodes des trimestriels Spider-Man Unlimited et Spider-Man Team-Up, des mini-séries (The Final Adventure, Redemption, Dead Man's Hand...), des one-shots (The Osborn Journal, The Venom Agenda...), des Annuals ou encore des histoires back-ups.
Exceptionnellement, il lui est aussi arrivé de consacrer quelques numéros (no 6, 11-13, 16-17) aux séries principales, tandis que le no 15 rendait hommage à Gwen Stacy notamment à travers les épisodes de 1973 relatant son décès.
À partir du no 18 de janvier 2000, le magazine change de formule.
La couverture passe de semi-cartonnée à souple, son intérieur est colorisé, le prix passe de 22F à 24F, et le programme se compose désormais d'épisodes des séries Webspinners: Tales of Spider-Man et Untold Tales of Spider-Man.
La revue s'arrête au no 23 de novembre 2000, les épisodes restants de Webspinners étant transférés dans la revue principale tandis que ceux d'Untold Tales demeurent inédits.

### Spider-Man: L'Âge d'Or
En mars 2000, Marvel France lance une revue trimestrielle de luxe permettant de retrouver les premiers épisodes de The Amazing Spider-Man dessinés par John Romita, Sr. (#39-53 + Annual 3 de 1966), initiative qui durera quatre numéros.

### Spider-Man Hors Série
L'arrêt de Spider-Man Extra est en fait un remplacement par une formule moins régulière : à partir de février 2001 apparaît Spider-Man Hors Série. En effet, la désignation Hors Série permet un rythme de parution moins soutenu et une pagination ajustable au cas par cas selon le contenu. Le but est de proposer chaque numéro avec une thématique bien précise, ainsi la plupart sont dédiés à des mini-séries, dont la longueur est variable (3 à 6 épisodes).
Les rares numéros non consacrés à des mini-séries sont :
- no 6: adaptation du film Spider-Man (one-shot de 48 pages)
- no 14: adaptation du film Spider-Man 2 (one-shot de 48 pages)
- no 25: regroupement d'Annuals
- no 35: épisodes 642 à 646 de la série principale The Amazing Spider-Man

Enfin, les no 7 à 11 présentent des épisodes de la série secondaire Spider-Man's Tangled Web (#1-9 et 11-14).
Le 36e Hors Série, de décembre 2011, est le dernier.

### Spider-Man Classic
À partir de février 2012, Panini Comics France marque les 50 ans d'existence de Spider-Man en lançant une revue spécialement dédiée au matériel ancien. L'objectif est de présenter des épisodes importants mais rares.
Ainsi, on trouve dans les premiers numéros quelques pépites jamais rééditées (la mort d'Harry Osborn, Spider-Man vs Wolverine), voire censurées à l'époque (comme Web of Spider-Man #1), mais à partir du no 5 l'éditeur change de politique et commence à rééditer des épisodes de The Amazing Spider-Man des années 1970 à 1974.
Cependant, ces épisodes ont déjà fait l'objet de rééditions (notamment en albums dans la collection Spider-Man : L'Intégrale), aussi le lectorat se détourne-t-il du titre.
Cet échec commercial signera la fin de la revue en août 2014, même si celle-ci tente de revenir à sa vocation première dans ses deux derniers numéros : le no 10 propose des épisodes inédits liés au mega-crossover Inferno tandis que le 11e et dernier regroupe des récits inédits des années 1990 avec le Punisher et Venom.

### Spider-Man Universe
Depuis mars 2012, ce trimestriel propose les histoires de personnages qui sont liés à l'univers de Spider-Man mais n'interagissent pas forcément avec.
Ainsi, jusqu'à décembre 2014 il a surtout été le foyer de la série Venom (version Flash Thompson).
On a également pu y trouver les mini-séries Osborn (dans le no 2) et Alpha: Big Time (no 10), mais aussi quelques épisodes spéciaux du Spider-Man classique dans le no 8.
En mars 2015, la revue en est à son 13e numéro.

### Spider-Man Hors Série (Volume 2)
En février 2013, Spider-Man Hors Série est ressuscité le temps d'un numéro, pour souligner le caractère exceptionnel de son contenu : la mini-série Spider-Men orchestre la rencontre entre le Spider-Man classique avec son homologue de l'univers Ultimate, Miles Morales.
Après ça, l'opération se reproduit en 2014 lorsque la périodicité de Spider-Man Universe ne suffit plus à caser tout le matériel qui ne peut être accueilli dans la revue principale.
C'est ainsi que l'on retrouve la mini-série Morbius (en 9 épisodes) pubiée en Hors Série, de même que quelques aventures du Spider-Man classique.
En avril 2015, 5 Hors Série ont été publiés.